# 鲜黄连属
鲜黄连属（学名：Plagiorhegma）是小檗科下的一个属，为多年生草本植物。
该属仅1种（鲜黄连，Plagiorhegma dubium Maxim.），是一个单型属，分布于俄罗斯东南角至中国东北角至朝鲜半岛。部分观点主张将鲜黄连属与其同为单型属的姊妹群——二叶鲜黄连属合并，而另一派观点则认为这两个类群的DNA早在两千多万年前的中新世就已开始趋异演化，并且在形态、地理分布上也区别明显，因此应独立为两属。